# ادینگتونیت
ادینگتونیت  (به انگلیسی: Edingtonite) با فرمول شیمیایی Ba[Al2Si3O10].3H2O از مجموعه کانی هاست و از نام کاشف آن ادینگتون (Edington) اخذ شده‌است محلول در HCl BaO:۳۱٫۳۲٪  Al2O۳:۲۰٫۸۲٪  SiO۲:۳۶٫۸۲٪  H2O:۱۱٫۰۴٪  برای اولین بار در چک اسلواکی کشف شد و از نظر شکل بلور: پیرامیدال، رنگ: سفید - خاکستری - صورتی، شفافیت: شفاف - نیمه شفاف، شکستگی: نامنظم، جلا: شیشه ای، رخ: کامل و در رده‌بندی سیلیکات است همچنین خاصیت مغناطیسی ندارد. و منشأ تشکیل آن هیدروترمال است.
همایند کانی‌شناسی (پارانژ) آن وکنش‌های شیمیایی و اشعه Xژملینیت - گیزموندیت- کلسیت- فیلیپسیت- هارموتوم و غیره است
، از نظر ژیزمان بلوری - آگرگات توده‌ای کمیاب است و بیشتر در انگلستان و سوئد یافت می‌شود.

## منبع
- پردیس کشاورزی ایران